# Mykoła Riabczuk
Mykoła Jurijowycz Riabczuk (ukr. Микола Юрійович Рябчук; ur. 27 września 1953 w Łucku) – ukraiński krytyk literacki, eseista i publicysta, poeta.

## Życiorys
Urodzony w Łucku na Wołyniu, w młodości zafascynowany Hryhorijem Czubajem, oryginalny poeta tamtych czasów, zaprzyjaźniony z Wiktorem Neborakiem i Jurijem Andruchowyczem, twórcami grupy literackiej Bu-Ba-Bu. Za publikację wierszy w almanachu Skrzynia (Skrynia) został relegowany ze studiów.
W 1988 r. ukończył Instytut Literacki im. M. Gorkiego w Moskwie, posiada dyplom doktora teorii literatury. Był redaktorem i zastępcą redaktora naczelnego miesięcznika „Wseswit” (ukraiński odpowiednik „Literatury na świecie”) oraz szefem działu krytyki czasopisma „Suczasnist”.
W latach 1994–1996 oraz w 1999 był stypendystą i gościnnym profesorem na kilku uniwersytetach amerykańskich. W 1997 r. był współzałożycielem opiniotwórczego kijowskiego miesięcznika „Krytyka”.
Mykoła Riabczuk jest tłumaczem klasyków polskich, w „Krytyce” zamieszczał przegląd paryskiej „Kultury”. Jest współpracownikiem Centrum Studiów Europejskich Uniwersytetu Akademia Kijowsko-Mohylańska. W Polsce teksty Riabczuka były publikowane m.in. na łamach „Więzi”, „Tygodnika Powszechnego”, „Krasnogrudy”, „Czasu Kultury”, „Akcentu”, „Dekady Literackiej”, „Kultury Enter”.
W 1999 r. otrzymał nagrodę Polcul Foundation za działanie na rzecz dobrych stosunków polsko-ukraińskich, a w 2002 został laureatem polsko-ukraińskiej Nagrody Pojednania Polsko-Ukraińskiego. Po transformacji zmienił się charakter jego twórczości – miejsce poezji, prozy i krytyki literackiej zajęła publicystyka społeczno-kulturalna i polityczna.
W grudniu 2009 z rąk ministra Radosława Sikorskiego otrzymał Odznakę Honorową „Bene Merito”.
Od 2014 roku jest przewodniczącym jury Nagrody Literackiej Europy Środkowej „Angelus”.
Jego żoną jest poetka i tłumaczka Natałka Biłocerkiweć.

## Twórczość

### Poezja
- almanach Skrynia, w którym znajdują się wiersze Riabczuka i innych ukraińskich poetów
- Zyma u Lwowi, 1989, w którym znajdują się wiersze z lat 70. i 80.
- Maleńkie tragedie (w przekł. M. Kaweckiej)
- Wiersze (przekł. B. Zadura)
- wiersze związane z „pomarańczową rewolucją”, np. „wiersze zawsze / są wolne // nawet jeśli / zrymujemy je / zakujemy w strofy / zamkniemy w foliałach (...)” (przekł. M. Piekarska), które prezentował na wieczorze autorskim zorganizowanym we Wrocławiu w 2005 r.

Jego poezje stanowią część dwóch antologii Bohdana Zadury: Wiersze zawsze są wolne. Przekłady z poezji ukraińskiej (Biuro Literackie – Kolegium Europy Wschodniej im. Jana Nowaka-Jeziorańskiego, Wrocław 2005, ISBN 83-8851-563-2; wydanie 2: Biuro Literackie – Kolegium Europy Wschodniej im. Jana Nowaka-Jeziorańskiego, Wrocław 2007, ISBN 978-83-60602-46-1) oraz 100 wierszy wolnych z Ukrainy (Biuro Literackie, Kołobrzeg 2022, ISBN 978-83-67249-06-5).

### Eseje
- Nie w Paryżu umrzemy, przekł. B. Zadura, zamieszczone w: Rybo – Wino – Kur. Antologia literatury ukraińskiej ostatnich dwudziestu lat., red. O. Hnatiuk, 1994;
- Polska, Polacy, Polski – próba filologicznego krajoznawstwa, przekł. O. Hnatiuk (Polszcza, polśkyj, polaky, „Suczasnist” 1998, nr 11),
- Okcydentaliści mimo woli: paradoksy ukraińskiego natywizmu (Zachidnyky mymowoli. Ukrajinśkyj nacionalizm miż zachidnyctwom i natywizmom, „Suczasnist” 2000, nr 5).
- Zona widczużennia: ukrajinśka oliharchija miż Schodom i Zachodom, Kyjiw 2004 r.

### Książki
- Od Małorosji do Ukrainy (Wid Małorosiji do Ukrajiny: paradoksy zapizniłoho nacijetworennia), 2000, przekł. O. Hnatiuk, K. Kotyńska.
- Dylematy ukraińskiego Fausta (Dyłemy ukrajinśkoho Fausta: hromadianśke suspilstwo i rozbudowa derżawy, 2000)
- Deinde tilky ne tut (2002): zbiór esejów i opowiadań
- Dwie Ukrainy (Dwi Ukrajiny), przekł. M. Dyhas, K. Kotyńska, I. Werestiuk, W. Witwicki, 2003